# Sittard-Geleen
Sittard-Geleen ( udtale ?; Limburgsk: Zittert-Gelaen) er en kommune og en by, beliggende i den sydlige provins Limburg i Nederlandene. Kommunens areal er på 80,57 km², og indbyggertallet er på 93.332 pr. 1. november 2016.

## Kernerne
Sittard-Geleen Kommunen består af følgende landsbyer og bebyggelser.
| Kernen                 | Indbyggertal |
| ---------------------- | ------------ |
| Sittard                | 37.730       |
| Geleen                 | 32.270       |
| Born                   | 6.080        |
| Munstergeleen          | 4.825        |
| Grevenbicht-Papenhoven | 3.170        |
| Limbricht              | 2.650        |

| Kernen      | Indbyggertal |
| ----------- | ------------ |
| Obbicht     | 2.280        |
| Buchten     | 2.055        |
| Einighausen | 1.390        |
| Guttecoven  | 1.230        |
| Holtum      | 1.230        |
| Windraak    | 90           |

## Galleri
- Sint Catharinakerk in Buchten
- Slot Born
- Born slotsruin
- Slot Grasbroek
- Slot Limbricht
- Kloster i Sittard